# Topfstedt
Topfstedt es un municipio situado en el distrito de Kyffhäuser, en el estado federado de Turingia (Alemania), a una altitud de 175 metros. Su población a finales de 2016 era de unos 570 habitantes y su densidad poblacional, 52 hab/km².
Se encuentra ubicado a poca distancia al sur de la frontera con el estado de Sajonia-Anhalt.

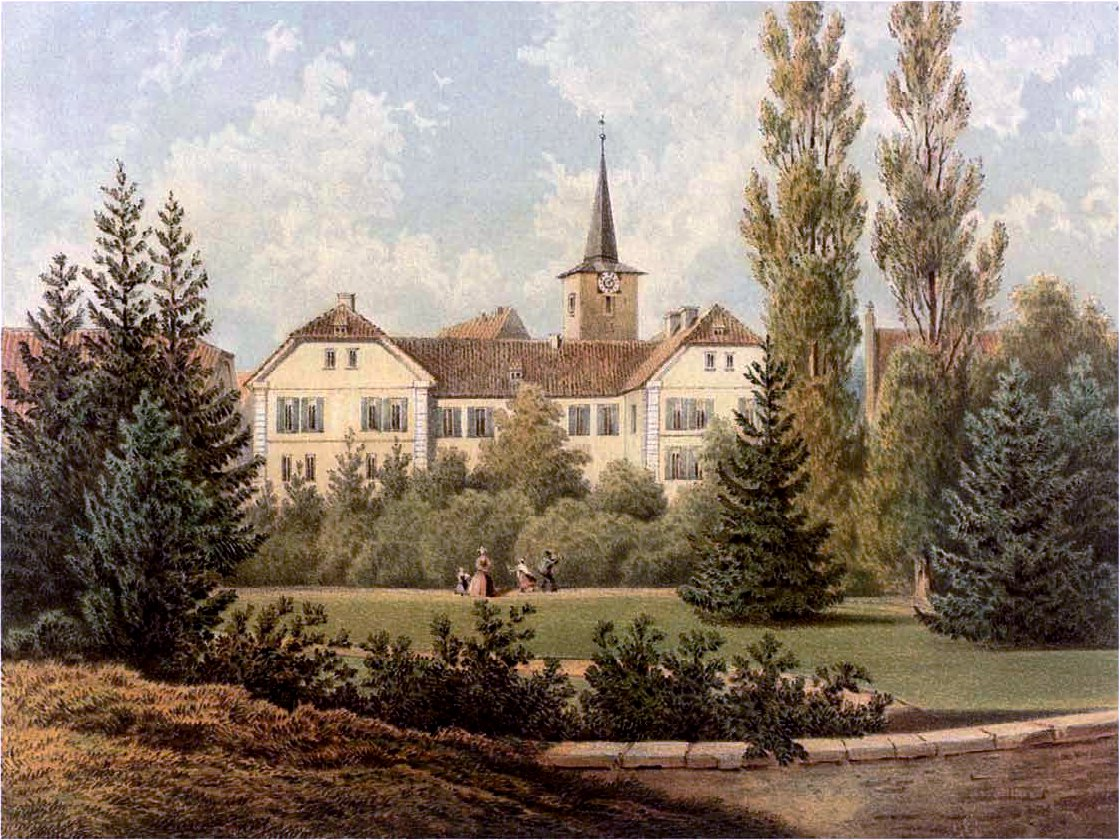
Rittergut Niedertopfstedt en torno a 1860. Edición por Alexander Duncker.

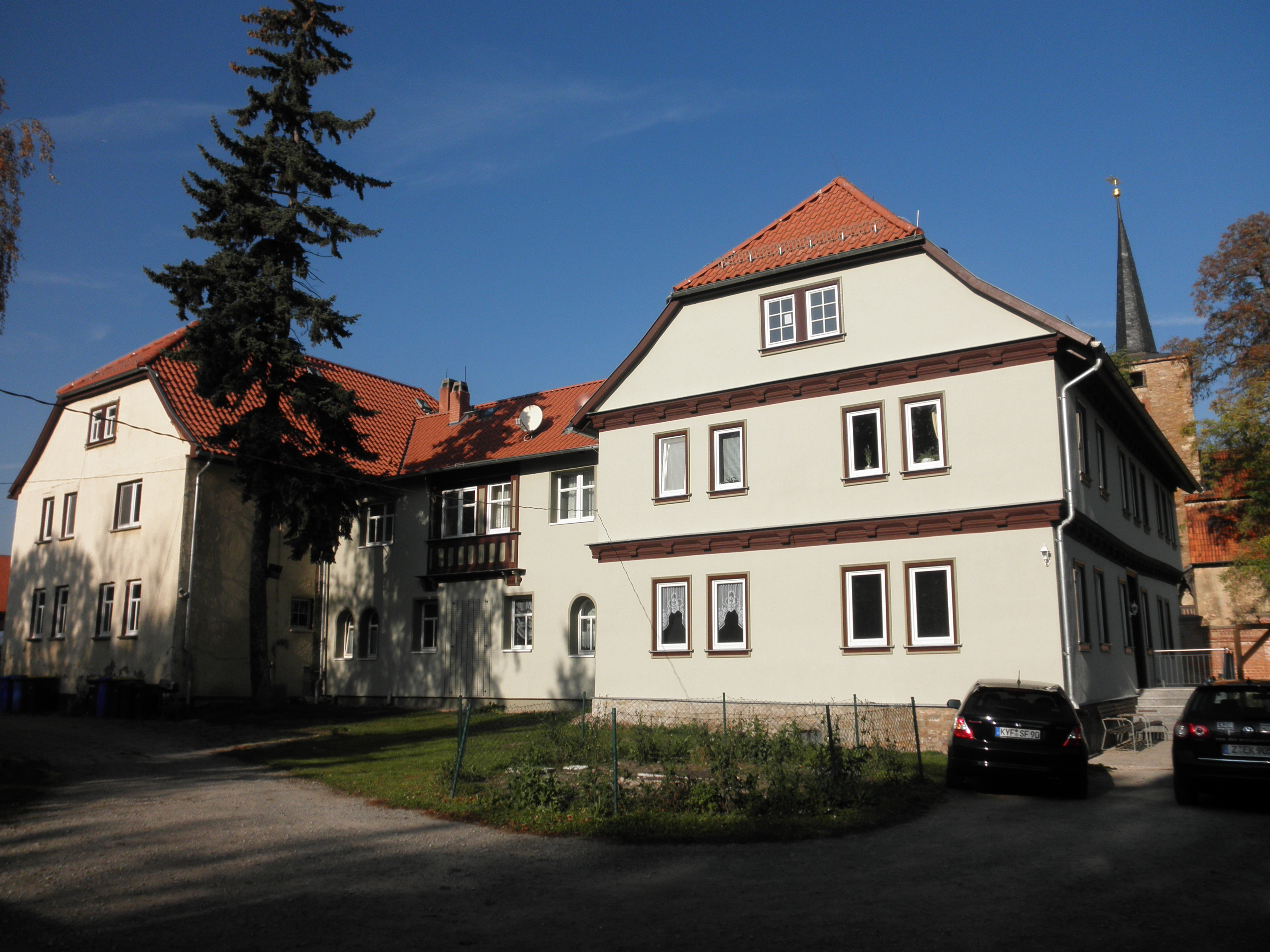
Rittergutshaus Niedertopfstedt, 2011